# Clostridium estertheticum
Clostridium estertheticum ist ein Bakterium aus der Gattung der Clostridien. Es ist an extreme Umweltbedingungen in kalten, sauerstofffreien Lebensräumen angepasst. Daher erreicht es selbst in Kühlhäusern bei einer Temperatur von –1,5 bis 16 °C in vakuumverpacktem Fleisch eine hohe Vermehrungsrate, die zur Gasbildung und schließlich zur frühzeitigen Ungenießbarkeit der Lebensmittel führt. Laut einer Stellungnahme des Bundesinstituts für Risikobewertung gibt es jedoch keinen Hinweis auf eine mögliche Gesundheitsgefährdung des Menschen durch die Aufnahme der Keime.

## Merkmale
Clostridium estertheticum ist ein obligat anaerobes, grampositives, psychrophiles, stäbchenförmiges Bakterium. Wie alle Bakterien der Familie Clostridiaceae bildet es bei ungünstigen Bedingungen Dauerstadien (Endosporen), die mit gängigen Desinfektionsmethoden wie Erhitzung auf 100 °C oder Einfrieren nicht abgetötet werden können.

## Vorkommen
Wie die meisten Arten der Gattung Clostridium ist auch Clostridium estertheticum weltweit verbreitet und gilt als Ubiquist. Auch in Bakterienrasen in der Antarktis wurde die Art festgestellt. Bei Temperaturen von 16 bis 20 °C stellt das Bakterium sein Wachstum ein und bildet Sporen. Diese Sporen wurden im landwirtschaftlichen Bereich in Kotproben aus Ställen, auf dem Fell der Tiere sowie auf Tierkörpern vor der Kühlung nachgewiesen. In Schlachthöfen können die Sporen beim Enthäuten der Tiere auf das Fleisch gelangen.

## Schäden
Auch beim weiteren Zerteilen des Fleisches in mit Sporen kontaminierten Betrieben können die Bakterien in die Kühlkette gelangen. In vakuumverpackten Portionen von Rind- und Lammfleisch, aber auch von Wildbret, Schweine- und Putenfleisch, findet Clostridium estertheticum optimale Wachstumsbedingungen im sauerstofffreien (anaeroben) Milieu. Je nach Temperatur und Dichte des Besatzes mit Sporen können nach 14 bis 63 Tagen Gase gebildet werden, die die Verpackung aufblähen („Blown Pack Spoilage“). Beim Öffnen der Packung entströmt ein schwefeliger Geruch. Die Haltbarkeit von vakuumverpacktem Rindfleisch bei Lagerung im Kühlhaus bei –1,5 bis 0 °C liegt gewöhnlich bei 84 Tagen, sodass Auswirkungen des Befalls mit Clostridium estertheticum innerhalb der üblichen Lagerzeiten auftreten können und das Fleisch ungenießbar wird.

## Unterarten
Neben der Nominatform wird seit dem Jahr 2003 aufgrund molekulargenetischer Untersuchungen auch die Art Clostridium laramiense als Unterart von Clostridium estertheticum angesehen. Wissenschaftlern der Deutschen Sammlung von Mikroorganismen und Zellkulturen in Braunschweig gelang es, die genetische Ähnlichkeit eines Stammes von in der Antarktis gefundenen Bakterien der Art Clostridium laramiense zu Clostridium estertheticum nachzuweisen.
- Clostridium estertheticum subsp. estertheticum Collins et al. 1993[5]
- Clostridium estertheticum subsp. laramiense (Kalchayanand et al. 1993) Spring et al. 2003[6]